# إيناس بيليجريني
إيناس بيليجريني (بالإيطالية: Ines Pellegrini)‏ هي ممثلة إريتريا وإيطالية، ولدت في 1954 في إيطاليا.

## أعمال

### أفلام
- (1974) ألف ليلة وليلة[4]
- (1975) سالو، أو 120 يوما من سدوم

## وصلات خارجية
- إيناس بيليجريني على موقع IMDb (الإنجليزية)
- إيناس بيليجريني على موقع روتن توميتوز (الإنجليزية)
- إيناس بيليجريني على موقع ألو سيني (الفرنسية)
- إيناس بيليجريني على موقع قاعدة بيانات الفيلم (الإنجليزية)
- إيناس بيليجريني على موقع كينوبويسك (الروسية)